# Mohammed Nerchakhy
Mohammed Nerchakhy, ou Abou Bakr Mohammed ibn Djaffar Nerchakhy (en persan: ابوبکر محمد نرشخی), (959-899) est un historien d'Asie centrale du Xe siècle à l'époque samanide. Il est né à Nerchakh, village de l'oasis de Boukhara. Nerchakhy est l'auteur d'un unique ouvrage intitulé Histoire de Boukhara (en arabe : تاریخ بخارا), ou Tariqi de Boukhara, rédigé en langue arabe en 943-944 (ou selon d'autres en 948-949). Il le présente en 948 ou 949 à l'émir Hamid Nouh.
En 1128, Abou Nasr Ahmed ibn Mohammed al-Koubavi traduit en persan tadjik l'Histoire de Boukhara et en produit une version abrégée et commentée par lui, de même qu'un demi-siècle plus tard Mohammed ibn Zoufar et vers 1220 un auteur anonyme. C'est grâce à ce dernier que l'ouvrage nous est parvenu.
L'Histoire de Boukhara est une mine de renseignements sur l'histoire et la topographie de Boukhara, de Varakhcha et de son oasis ainsi que de la région du Zeravchan, entre le VIIe siècle et le XIIe siècle. Vassili Barthold est d'avis que « cette œuvre est de première importance pour la compréhension de l'histoire et de la topographie de la Boukhara médiévale. » Elle permet de comprendre la conquête arabe et la résistance qu'elle a un temps provoquée, ainsi que l'arrivée de l'islam et la disparition des autres religions de la région (zoroastrisme, christianisme nestorien, bouddhisme). 
L'ouvrage a été publié pour la première fois en 1892 à Paris par Charles Schefer qui l'a traduit en français, sur la base de deux manuscrits (dont l'un du XVIe siècle et l'autre plus récent). Il a ensuite été traduit en russe en 1897 par Nil Lykochine. Vassili Barthold a effectué plus tard quelques commentaires et corrections. Il a été traduit pour la première fois en anglais en 1954 à Cambridge.